# Antonio Serra Serra
Antonio Serra Serra (La Puebla, Baleares, 1708-Palma de Mallorca, 1755) autor religioso español de la Orden de los Mínimos.
Estuvo en el Convento de San Francisco de Paula de Palma y fue lector de Filosofía y Teología, visitador, vicario general y provincial de Orden de los Mínimos en Mallorca; calificador de la Inquisición; postulador, en 1739, de la causa de beatificación de Catalina Tomás.

## Obra
- De vita moribus et miraculis Catharine Thomas expositio. Ms.
- Mística centella de la caridad ideada en el amoroso incendio con que en aras de la caridad ardía siempre el corazón abrasado del gran Padre y Patriarca San Pedro Nolasco... 1731
- Mística carroça de Ezequiel noble sabia universidad. Solemne novenario... 1737.